# Штаммбах
Штаммбах (нем. Stammbach) — община в Германии, в земле Бавария. 
Подчиняется административному округу Верхняя Франкония. Входит в состав района Хоф.  Население составляет 2400 человек (на 31 декабря 2010 года). Занимает площадь 34,66 км².
Коммуна подразделяется на 23 сельских округа.

## Население
По оценке на 31 декабря 2015 года население общины Штаммбах составляет 2368 чел. 

| Дата      | 1840 | 1871 | 1900 | 1925 | 1939 | 1950 | 1961 | 1970 | 1987 | 2011 |
| --------- | ---- | ---- | ---- | ---- | ---- | ---- | ---- | ---- | ---- | ---- |
| Население | 3029 | 3147 | 2789 | 2604 | 2794 | 3922 | 3523 | 3352 | 2755 | 2424 |

| Год       | 1960 | 1970 | 1980 | 1990 | 2000 | 2009 | 2010 | 2011 | 2012 | 2013 | 2014 | 2015 |
| --------- | ---- | ---- | ---- | ---- | ---- | ---- | ---- | ---- | ---- | ---- | ---- | ---- |
| Население | 3547 | 3368 | 3004 | 2749 | 2676 | 2414 | 2400 | 2407 | 2383 | 2353 | 2338 | 2368 |